# Alpinolo Natucci
Alpinolo Natucci (Camaiore, 2 marzo 1883 – Chiavari, 24 gennaio 1975) è stato un matematico italiano.

## Biografia
Si laureò in matematica all'Università di Pisa nel 1904. 
Dal 1903 al 1953 fu insegnante di matematica e fisica nelle scuole superiori. 
Nel 1948 conseguì la libera docenza in storia della matematica. 
Partecipò a molti congressi di matematica e pubblicò numerosi articoli su riviste di matematica. Fu socio della Unione matematica italiana, della Società italiana per il progresso delle scienze, dell' Accademia lucchese di scienze, lettere ed arti e del Gruppo italiano di storia della scienza. Fu amico e corrispondente di Federigo Enriques.
Scrisse numerosi articoli per il Dictionary of Scientific Biography.  
Poco dopo la sua morte, avvenuta a Chiavari all'età di 92 anni, Eugenio Togliatti pubblicò un suo necrologio sul Bollettino dell'Unione Matematica Italiana. 